# Knútur
Knútur eller Knúkur är ett berg i Färöarna (Kungariket Danmark). Det ligger i sýslan Sandoyar sýsla, i den södra delen av landet, 27 km söder om huvudstaden Tórshavn. Toppen på Knútur är 392 meter över havet. Det  är den högsta punkten på ön Skúvoy.